# رابرت میلز (ورزشکار)
رابرت میلز (انگلیسی: Robert Mills; ۹ دسامبر ۱۹۵۷ – ) قایقران روئینگ اهل کانادا بود.
وی در مسابقات کشوری و بین‌المللی در مجموع برندهٔ ۱ مدال طلا، ۲ مدال برنز شده‌است.